# Énergie solaire en Corée du Sud
La filière de l'énergie solaire en Corée du Sud n'a pris son essor que progressivement, malgré un potentiel non négligeable dans le sud du pays ; une politique de subventions a été mise en place à partir de 2004, mais c'est seulement en 2013, grâce au renforcement de ces soutiens et à la forte baisse des prix des cellules photovoltaïques, que le développement s'est vraiment enclenché.
Dans le solaire thermique, la Corée du Sud n'a qu'un rang assez modeste.
Dans le photovoltaïque, les installations ont connu un bond en avant en Corée du Sud de 2014 à 2021, plaçant chaque année le pays parmi les dix premiers pays sur le marché mondial ; en 2022, elle a reculé au onzième rang et en 2023 au douzième ; sa puissance cumulée fin 2024 la classe au 10e rang mondial ; le photovoltaïque produisait 5,2 % de l'électricité de la Corée du Sud en 2023, classant le pays au 9e rang mondial avec 1,9 % du total mondial.

## Potentiel solaire de la Corée du Sud

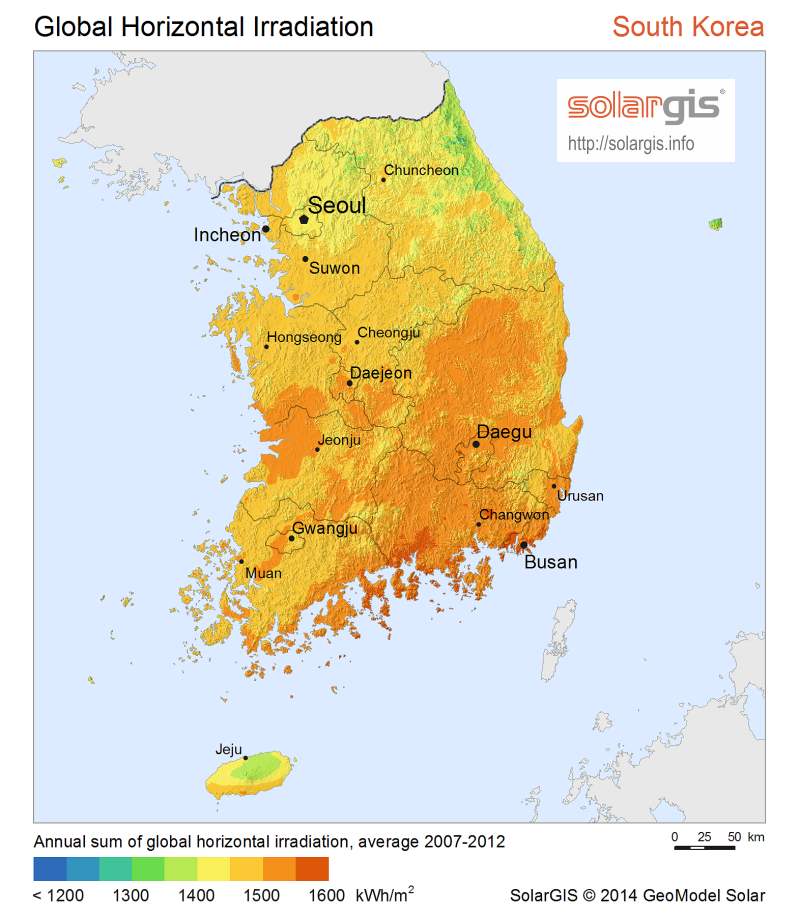
Carte de l'irradiation horizontale globale en Corée du Sud, SolarGIS © 2014 GeoModel Solar.

Alors que l'irradiation solaire annuelle globale horizontale (IGH) en France est en moyenne de 1 274 kWh/m2, on peut constater sur la carte ci-contre que les régions méridionales de la Corée du Sud dépassent 1 500 kWh/m2 et même 1 600 kWh/m2 en certains points de la côte sud.

## Solaire thermique

### Puissance installée
La Corée a une capacité assez modeste : à la fin 2020, la puissance installée cumulée des capteurs solaires thermiques en Corée du Sud atteignait 1 353 MWth (1,93 Mm2 de capteurs). Pour comparaison, le Japon avait 2 404 MWth de capteurs, la France métropolitaine 1 634 MWth et la Chine (n°1 mondial) 364 000 MWth. Le marché sud-coréen est en déclin : 14 MWth seulement ont été installés en 2020. La puissance solaire thermique par habitant était de 26 Wth seulement fin 2020 contre 600 Wth aux Barbades, 460 Wth à Chypre, 259 Wth en Chine, 23 Wth en France métropolitaine et 17,8 Wth au Japon.

### Politique énergétique
Le programme « Un million de maisons vertes » lancé en 2004 puis rebaptisé « Programme de subvention au domicile » (Home subsidy Program) en 2013 a subventionné 18 387 installations de capteurs (179 062 m2) en toitures de maisons individuelles et d'immeubles collectifs (bilan 2012).

## Photovoltaïque

### Production d'électricité
En 2023, la production d'électricité solaire de la Corée du Sud atteignait 31 495 GWh, soit 5,2 % de la production d'électricité du pays. La Corée du Sud se classe au 9e rang mondial avec 1,9 % de la production solaire mondiale.
En 2023, selon les estimations de l'Energy Institute, la production d'électricité solaire est estimée à 29,4 TWh, soit 4,8 % de la production d'électricité du pays et 1,8 % de la production d'électricité photovoltaïque mondiale, au 10e rang mondial, loin derrière la Chine (35,6 %), les États-Unis (14,7 %), l'Inde (6,9 %) et le Japon (5,9 %).
L'Agence internationale de l'énergie estime la pénétration théorique du solaire photovoltaïque à 6,8 % de la consommation totale d'électricité du pays fin 2024, au-dessous du niveau de la France (7,3 %), nettement inférieure à la moyenne de l'Union européenne : 14 %, à celles de la Chine : 13,1 %, du Japon : 12,3 %, de l'Inde : 9,5 % et des États-Unis : 7,9 % ; cette estimation est basée sur la puissance installée au 31/12/2024, donc supérieure à la production réelle de l'année.
| Année | Production (GWh) | Accroissement | Part prod.élec. |
| 2008  | 285              |               | 0,06 %          |
| 2009  | 566              | +99 %         | 0,12 %          |
| 2010  | 772              | +36 %         | 0,15 %          |
| 2011  | 917              | +19 %         | 0,18 %          |
| 2012  | 1 103            | +20 %         | 0,21 %          |
| 2013  | 1 605            | +46 %         | 0,30 %          |
| 2014  | 2 557            | +59 %         | 0,46 %          |
| 2015  | 3 975            | +55 %         | 0,72 %          |
| 2016  | 5 123            | +29 %         | 0,91 %          |
| 2017  | 7 056            | +38 %         | 1,2 %           |
| 2018  | 9 208            | +31 %         | 1,6 %           |
| 2019  | 12 996           | +41 %         | 2,3 %           |
| 2020  | 17 967           | +38 %         | 3,1 %           |
| 2021  | 23 394           | +30 %         | 3,8 %           |
| 2022  | 28 918           | +24 %         | 4,7 %           |
| 2023  | 31 495           | +9 %          | 5,2 %           |

### Puissance installée
La Corée du Sud a installé 3,9 GWc en 2024, soit 0,6 % du marché mondial, loin derrière la Chine (59 %), les États-Unis (7,8 %), l'Inde (5,3 %), le Pakistan (2,8 %), l'Allemagne (2,8 %), le Japon (0,9 %), etc, portant sa puissance installée à 31,7 GWc, soit 1,4 % du total mondial, au 10e rang mondial, loin derrière la Chine (1 048 GWc, soit 46,7 %), les États-Unis (10,0 %), l'Inde (5,5 %), l'Allemagne (4,4 %), le Japon (4,3 %), etc.
En 2023, la Corée du Sud a installé 3,3 GWc, soit 0,8 % du marché mondial, ce qui en fait le 12e marché de l'année 2023, loin derrière la Chine (57,8 %), les États-Unis (8,2 %), l'Inde (4,1 %), l'Allemagne (3,5 %), le Japon (1,5 %), etc, portant sa puissance installée à 27,8 GWc, au 10e rang mondial à 1,7 % du total mondial, loin derrière la Chine (662 GWc, soit 40,8 %), les États-Unis (10,4 %), l'Inde (5,9 %), le Japon (5,6 %), l'Allemagne (5,0 %), etc.
En 2022, la Corée du Sud a installé 3,6 GWc ; elle a ainsi été le 11e marché de l'année 2022 avec 1,5 % du marché mondial, loin derrière la Chine (44,2 %), les États-Unis (7,7 %), l'Inde (7,5 %), le Japon (2,7 %), etc, portant sa puissance installée à 24,8 GWc, au 9e rang mondial avec 2,1 % du total mondial, loin derrière la Chine (414,5 GWc, soit 35 %), les États-Unis (11,9 %), le Japon (7,2 %), l'Inde (6,7 %) et l'Allemagne (5,7 %).
| Année | Puissance (MWc) | Accroissement |
| 2008  | 358             |               |
| 2009  | 524             | 46 %          |
| 2010  | 656             | 25 %          |
| 2011  | 729             | 11 %          |
| 2012  | 981             | 35 %          |
| 2013  | 1475            | 50 %          |
| 2014  | 2384            | 62 %          |
| 2015  | 3430            | 44 %          |
| 2016  | 4350            | 27 %          |
| 2017  | 5600            | 29 %          |
| 2018  | 7900            | 41 %          |
| 2019  | 11200           | 42 %          |
| 2020  | 15900           | 42 %          |
| 2021  | 21500           | 35 %          |
| 2022  | 24800           | 15 %          |
| 2023  | 27046           | 12 %          |

En 2021, la Corée du Sud a installé 4,2 GWc ; il a ainsi été le 9e marché de l'année 2021 avec 2,4 % du marché mondial, derrière la Chine : 54,9 GWc, les États-Unis : 26,9 GWc, l'Inde : 13 GWc, le Japon : 6,5 GWc, etc, portant sa puissance installée à 21,5 GWc, au 8e rang mondial avec 2,3 % du total mondial.
En 2020, la Corée du Sud avait installé 4,1 GWc (8e marché de l'année avec 2,9 % du marché mondial, portant sa puissance installée à 15,9 GWc, au 9e rang mondial avec 2,1 % du total mondial.
En 2019, la Corée du Sud avait installé 3,1 GWc (10e marché de l'année avec 2,7 % du marché mondial, portant sa puissance installée à 11,2 GWc, au 9e rang mondial avec 1,8 % du total mondial.
En 2018, la Corée du Sud avait installé 2 GWc (8e marché de l'année avec 2 % du marché mondial, portant sa puissance installée à 7,9 GWc, au 10e rang mondial avec 1,6 % du total mondial.

### Principales centrales photovoltaïques
La centrale solaire photovoltaïque de Sinan (24 MWc) dans le district de Sinan à l'extrémité sud-ouest du pays, province de Jeolla du Sud. En 2009, c'était la plus grande centrale photovoltaïque d'Asie.  Le projet a été développé par la compagnie allemande Conergy ; elle a coûté 150 millions $ et a été construite par Dongyang Engineering & Construction Corporation.
La plus grande centrale solaire en toiture du monde (20 MWc) a été construite en 2012 à Busan, la deuxième ville de Corée, sur la côte sud, sur une usine Renault-Samsung.

### Principaux acteurs
Le conglomérat (chaebol) sud-coréen Hanwha a, en 2010, racheté 49 % des actions de l'entreprise chinoise de panneaux solaires Solarfun, qui fut ensuite renommée Hanwha SolarOne. Hanwha a racheté le 26 août 2012 le fabricant allemand de cellules photovoltaïques Q-Cells, ex-leader mondial du secteur, tombé en faillite en avril 2012 après une brillante ascension avant de connaître de graves difficultés à partir de 2008. Le regroupement de Hanwha SolarOne et Hanwha Q CELLS a formé Hanwha Solar, actif en Chine, Corée du Sud, Japon, Turquie et Europe ; parmi ses références : le parc photovoltaïque de Rovigo en Italie (70 MWc).

### Politique énergétique
NREC (New Renewable Energy Center) a été créé par KEMCO (Korean Energy Management Corporation) pour promouvoir le développement des « nouvelles énergies renouvelables » (NRE) avec l'objectif d'atteindre en 2030 une couverture par ces NRE de 11 % de la consommation d'énergie primaire. Le programme « Un million de maisons vertes » lancé en 2004 puis rebaptisé « Programme de subvention au domicile » (Home subsidy Program) en 2013 a soutenu l'installation de 141 468 systèmes photovoltaïques en toitures de maisons individuelles et d'immeubles collectifs, d'une puissance totale de 121,76 MWc (bilan 2012). Le programme de subventions pour le déploiement régional des énergies renouvelables accorde des aides allant jusqu'à 50 % du coût de projets soutenus par les gouvernements provinciaux. Enfin, des prêts à long terme et à taux réduits ainsi que des déductions fiscales sont accordés à des projets de grande taille.